# Woodstock 99 DVD
Woodstock 99 DVD – nagranie z koncertu Woodstock '99, który odbył się w dniach 23-25 lipca 1999 w miejscowości Rome, w 30 rocznicę Festiwalu w Woodstock. Zgromadził ok. 200 tys. widzów dla których zagrali m.in. Korn, Metallica, Alanis Morissette, Red Hot Chili Peppers i Limp Bizkit.

## Lista utworów
1. Sex Machine - James Brown
2. Cold Beverage - G. Love & Special Sauce
3. Black Capricorn Day - Jamiroquai
4. Four - Lit
5. I Alone - Live
6. If It Makes You Happy - Sheryl Crow
7. Stop Being Greedy - DMX
8. The Kids Aren't Alright - The Offspring
9. F* the World - Insane Clown Posse
10. Blind - Korn
11. Everything Zen - Bush
12. Airport Song - Guster
13. Bawitdaba - Kid Rock
14. Santa Monica (watch the world die) - Everclear
15. Tripping Billies - Dave Matthews Band
16. So Pure - Alanis Morissette
17. Show Me What You Got - Limp Bizkit
18. Bulls on Parade - Rage Against The Machine
19. Creeping Death - Metallica
20. Block Rockin' Beats - Chemical Brothers
21. Rock This Town - The Brian Setzer Orchestra
22. Ends - Everlast
23. Ecstasy - Rusted Root
24. Alison - Elvis Costello
25. Down So Long - Jewel
26. Bitch - Sevendust
27. Roadhouse Blues - Creed
28. A Secret Place - Megadeth
29. Fire - Red Hot Chili Peppers
30. closing credits